# Бондарев, Александр Митрофанович
Алекса́ндр Митрофа́нович Бо́ндарев (30 мая 1923, Николаевка, Похвистневский район Самарской области — 9 июля 1996, Тольятти) — советский пехотный офицер, впоследствии школьный учитель, участник Великой Отечественной войны, младший лейтенант, Герой Советского Союза.

## Биография

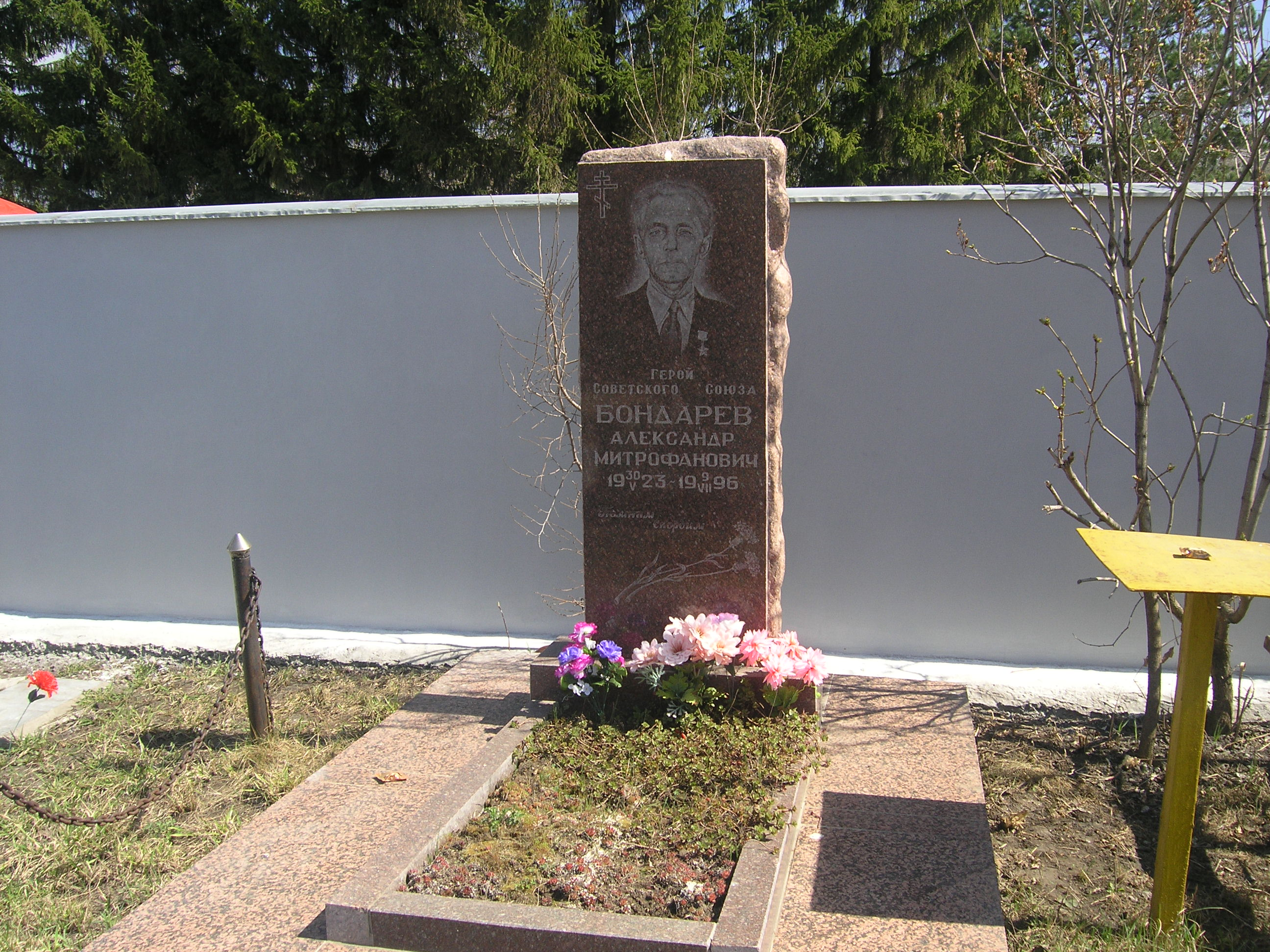
Могила Бондарева. Тольятти.

Родился в семье крестьянина. Белорус. Окончил среднюю школу. В армии с 1941 года. В 1942 году окончил Куйбышевское военное пехотное училище.
В ходе Великой Отечественной войны воевал на Западном, Центральном, Воронежском, 1 и 2 Украинских фронтах. Участвовал в обороне Москвы, Курской битве, освобождении Украины, Польши, Чехословакии и Германии. Дважды был ранен.
В конце сентября 1943 года 167-я стрелковая дивизия, в которой служил Бондарев вышла к Днепру. Бондарев возглавил передовой отряд солдат, с которыми захватил остров в течении реки. В ночь на 27 сентября отряд Бондарева переправился на правый берег и в рукопашной схватке захватил передовые окопы противника. При поддержке танков немцы перешли в контратаку, но отряд Бондарева успешно отбил и её, и шесть последующих, уничтожив при этом семь танков.
В ноябре 1943 года Александр Бондарев принимал участие в освобождении Киева. Он во главе взвода автоматчиков танковым десантом с боев пробились в тыл противника и устроили засаду на дороге Киев — Васильков — Фастов, по которой отступали части вермахта. В ходе боя было уничтожено до 300 солдат противника и колонна автомашин, было взято в плен около 500 солдат.
Указом Президиума Верховного Совета СССР «О присвоении звания Героя Советского Союза генералам, офицерскому, сержантскому и рядовому составу Красной Армии» от 10 января 1944 года за «образцовое выполнение боевых заданий командования на фронте борьбы с немецко-фашистскими захватчиками и проявленные при этом отвагу и геройство» с вручением ордена Ленина и медали «Золотая Звезда».
В 1947 году окончил курсы усовершенствования офицерского состава. Член КПСС с 1946 года. В 1953 году по состоянию здоровья уволен из Красной Армии.
В 1954 году окончил педагогический институт, работал в средней школе в Похвистнево, затем преподавал в Тольятти в ПТУ.
Скончался в 1996 году. Похоронен на Баныкинском кладбище Тольятти.

## Награды
- медаль «За боевые заслуги»;
- шесть других медалей;
- Орден Александра Невского;
- Герой Советского Союза.

## Память
- 10 ноября 2017 года в Самаре на доме № 47 по улице Льва Толстого была открыта мемориальная доска памяти трёх Герое Советского Союза (включая А. М. Бондарева) - выпускников Куйбышевского педагогического института [2].